# 普萊森特鎮區 (堪薩斯州科菲縣)
普萊森特鎮區（英語：Pleasant Township）為美國堪薩斯州科菲縣轄下的鎮區。2010年美国人口普查中該鎮區人口有254人。

## 地理
普萊森特鎮區涵蓋面積177.3平方（68.5平方英里），境內無城市。

### 墓園
根據美國地質調查局的資料，此鎮區擁有3座墓園：
- 貝利墓園（Bailey Cemetery）
- 貝克墓園（Baker Cemetery）
- 斯特朗墓園（Strawn Cemetery）

### 溪流
通過此鎮區的溪流有：
- 布法羅溪（Buffalo Creek）
- 伊格爾溪（Eagle Creek）
- 四英里溪（Fourmile Creek）
- 雅各布斯溪（Jacobs Creek）
- 奧特溪（Otter Creek）

### 機場
- 伯靈頓市立機場（Burlington Municipal Airport）

## 人口統計
根據2010年美國人口普查，普萊森特鎮區人口有254人，住房131戶，人口密度為1.43人/每平方公里。此鎮區居民之種族中，白人佔95.28%，非裔美國人佔0.39%，美洲原住民佔2.36%，亞裔美國人佔0%，太平洋島裔美國人佔0%，其他種族佔0.39%，混血種族則佔1.57%。而西班牙裔或拉丁裔美國人佔此鎮區人口的4.33%。

## 外部連結
- City-Data.com （页面存档备份，存于）